# الجزیره الحمراء
الجزیرة الحمراء (به عربی: الجزیرة الحمراء) یک منطقهٔ مسکونی در امارات متحده عربی است که در رأس‌الخیمه واقع شده‌است.

## خصوصیات
الجزیرة الحمراء ۸ متر بالاتر از سطح دریا واقع شده‌است.